# أندريو تاربيل
أندريو تاربيل (بالإنجليزية: Andrew Tarbell)‏ (7 أكتوبر 1993 بماندفيل في الولايات المتحدة - ) هو لاعب كرة قدم أمريكي في مركز حراسة المرمى. لعب مع Clemson Tigers ‏.

## وصلات خارجية
- أندريو تاربيل على موقع الدوري الأمريكي (الإنجليزية)
- أندريو تاربيل على موقع قاعدة بيانات كرة القدم.إي يو (الإنجليزية)
- أندريو تاربيل على موقع Soccerway.com (الإنجليزية)
- أندريو تاربيل على موقع عالم كرة القدم.نت (الإنجليزية)
- أندريو تاربيل على موقع AS.com (الإسبانية)